# 褚寅亮
褚寅亮（1715年—1790年），字搢升，一字鹤侣，江苏长洲人。 
康熙五十四年（1715）生于苏州府长洲，九歲能寫《諸葛武侯論》。雍正十三年（1735），入府学，为廪生。肄业紫阳书院。乾隆十六年（1751），南巡時，應试中举，初授内阁中书，歷官刑部主事，官至刑部员外郎。公务之餘，曾向梅瑴成学习数学知识。乾隆四十年夏天（1775年）以病辭歸，主講於常州龙城书院，精研《礼经》三十年，学宗郑玄。乾隆五十五年（1790年）庚戌卒。著有《仪礼管见》3卷、《周礼公羊异义》2卷、《十三经笔记》10卷、《勾股广问》等。有三子：鸣噰、鸣哕、鸣喈。

## 延伸阅读
[在维基数据编辑]
 《清史稿/卷481》，出自趙爾巽《清史稿》